# Electro (aleación)

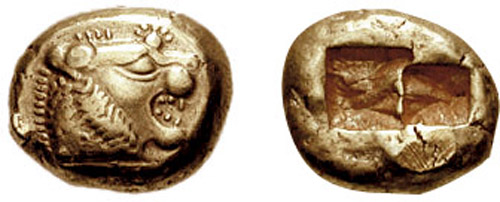
Moneda de electro de Lidia de comienzos del (denominación: un tercio de estatero).

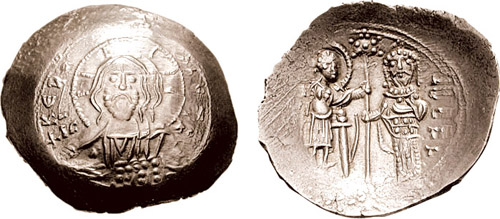
Moneda de electro del emperador bizantino Alejo I Comneno.

El electro (del latín electrum) es una aleación de oro y plata con una relación de ⅕ de plata respecto del oro, con trazas de cobre y otros metales, que se encuentra en la naturaleza. Ha sido también producido de forma artificial.

## Historia
Los antiguos griegos lo denominaban 'oro' u 'oro blanco', en contraposición al 'oro refinado'. Su color varía del amarillo pálido al brillante, dependiendo de cuáles sean las proporciones de oro y plata. El contenido de oro en el electro que se encuentra en la naturaleza en la zona occidental de la moderna Anatolia varía del 70 al 90%, en comparación al 45–55% del electro utilizado en las monedas de la antigua Lidia, en la misma zona geográfica. Concretamente en la zona de Lidia se hallaron las monedas acuñadas mas antiguas de este material en el Templo de Artemisa y datan de los años 625-600 a. C. durante el reinado de Aliates, de la dinastía Mermnada, aunque algunos historiadores lo remontan al periodo del rey Giges, fundador de dicha dinastía.
Las monedas de ese periodo solían tener estampada una cabeza de león, símbolo de dicha dinastía y fueron las primeras en estandarizar su peso, de modo que un Estatero  de electro equivalía a 168 gramos de trigo. El electro tendió a imponerse sobre el oro debido a su mayor dureza y facilidad de extracción en los yacimientos del monte Lidio Tmolo y los depósitos fluviales del río Pactolo, sin embargo, debido a la imposibilidad de conocer con exactitud los porcentajes de oro que contenía hacía muy difícil la valoración de la moneda acuñada y esto repercutía negativamente en el comercio, lo que llevo a la introducción del Kroisos, más sencillo de valorar debido a que estaba acuñado en plata u oro.
Esto parecería sugerir que una de las razones para iniciar la fabricación de monedas en la región puede haber sido incrementar las ganancias de los señores mediante la emisión de monedas con menor contenido de oro que el metal que estaba en circulación anteriormente.
Existe evidencia del uso de electro que se remonta al III milenio a. C. en el Imperio Antiguo, en Egipto, a veces como material de recubrimiento exterior de los piramidiones que se colocaban en la cúspide de las pirámides y de los obeliscos; se tiene constancia a su vez de su uso en procesos de momificación, usándose como recubrimiento en las cabezas de los cuerpos momificados.
El electro también fue utilizado en la antigüedad para fabricar vasos y monedas.